# Opération Camargue
Pour les articles homonymes, voir Camargue (homonymie).
Guerre d'Indochine
Batailles
- Opération Masterdom
- Bataille de Hanoï
- Opération Léa
- Bataille de Phu Tong Hoa
- Bataille de la RC 4
- Bataille de Vĩnh Yên
- Bataille de Mao Khê
- Bataille de Nghia Lo
- Bataille de Hòa Bình
- Opération Lorraine
- Bataille de Na San
- Bataille de Muong Khoua
- Opération Atlante
- Opération Camargue
- Opération Hirondelle
- Opération Brochet
- Opération Mouette
- Opération Castor
- Bataille de Diên Biên Phu
- Opération D
- Bataille du col de Mang Yang
- Extension au Laos

L'opération Camargue fut l'une des plus importantes opérations du corps expéditionnaire français en Extrême-Orient et de l'armée nationale vietnamienne lors de la guerre d'Indochine. Elle a eu lieu du 28 juillet au 10 août 1953. Des bataillons de chars français, des unités parachutistes et des troupes débarquées par des péniches sur la côte du centre de l'Annam, au Vietnam actuel, ont tenté de refouler les forces communistes du Việt Minh de la stratégique route nationale 1A.
Les premiers débarquements eurent lieu tôt le matin du 28 juillet et atteignirent les premiers objectifs (un canal dans les terres) sans incident majeur. Une deuxième phase d'opérations de « nettoyage » eut lieu dans un « labyrinthe de minuscules villages » où les forces blindées françaises furent prises dans une série d'embuscades. Renforcés par des parachutistes, les Français et leurs alliés vietnamiens parvinrent à encercler le Viet Minh mis sur la défensive. Mais le retard dans les mouvements des troupes françaises avait laissé des vides à travers lesquels la plupart des combattants Viêt Minh purent s’échapper et beaucoup des caches d'armes n’ont pu être trouvées alors que l'opération avait pour objectif de s'en saisir. Pour les Français, cela validait l'idée qu’il était impossible de lancer des opérations éclair d’encerclement et de capture dans la jungle vietnamienne, en raison de la lenteur du mouvement de leurs troupes et de la connaissance anticipée desdits mouvements par l'ennemi. Dès lors, les Français se sont concentrés sur la création de places fortes, contre lesquelles le général Viêt Minh Võ Nguyên Giáp allait pouvoir lancer ses forces, aboutissant à l'opération Castor et à la bataille de Diên Biên Phu.
Une fois les forces françaises retirées du théâtre d'opération, à la fin de l'été 1953, le régiment Viet Minh 95 s'infiltra de nouveau sur la route nationale 1A et reprit ses embuscades contre les convois français. Il a également pu récupérer les caches d'armes non trouvées par les forces françaises. Le régiment 95 occupa la région jusqu'à la fin de la guerre d'Indochine et revint y mener des opérations en 1962 contre l'armée sud-vietnamienne pendant la guerre du Viêt Nam.

## Contexte

### L'évolution de la stratégie militaire
Depuis le 19 décembre 1946, la guerre d'Indochine faisait rage, sous forme de guérilla. À partir de 1949, elle a progressivement évolué vers une guerre conventionnelle, essentiellement du fait de l'aide apportée par les communistes de la République populaire de Chine (RPC) au Việt Minh. En conséquence, la stratégie française consistant à occuper de petits avant-postes mal défendus dans toute l'Indochine, en particulier le long de la frontière sino-vietnamienne, s’avéra inefficace. En raison de la géographie, du soutien populaire à la révolution d'Août de 1945 et du soutien à la décolonisation apporté par la Chine et l'URSS, le Việt Minh avait réussi à transformer « un mouvement clandestin de guérilla en une puissante armée conventionnelle ». Et cela en appliquant la théorie de la guerre asymétrique imaginée par Mao Tse Toung (en), une situation à laquelle les puissances coloniales occidentales n'avait jamais été confrontées auparavant,. En octobre 1952, les combats autour du delta du fleuve Rouge se propagent dans les hautes terres du pays Thaï, aboutissant à la bataille de Nà Sản, au cours de laquelle le Việt Minh fut vaincu. Les Français tirèrent les leçons de Nà Sản : de solides bases terrestres, un soutien aérien polyvalent et un modèle basé sur la campagne britannique de Birmanie, sont les fondements de leur nouvelle stratégie. Cependant, le Việt Minh restait imbattable dans les régions montagneuses du Vietnam et les Français « ne pouvaient compenser les désavantages fondamentaux d'une armée dépendante des routes face à une armée [disséminée] dans les collines et les forêts, dans un pays qui avait peu de routes mais d’innombrables collines et forêts ».
En mai 1953, le général Henri Navarre remplace le général Raoul Salan au commandement des forces françaises. Navarre avait parlé d'un nouvel esprit offensif en Indochine - basé sur des forces puissantes et mobiles - et les médias ont rapidement considéré l'opération Camargue comme le symbole de « sa mise en œuvre pratique ».

### Les soutiens chinois et américain
Après la victoire des communistes dans la guerre civile chinoise en 1949, le Việt Minh tissa des liens étroits avec la Chine. Cela permit, d’une part, aux Chinois d'étendre leur zone d'influence en Indochine et, d’autre part, au Việt Minh de recevoir l'équipement chinois et le soutien à la planification stratégique dont ils avaient un réel besoin. À partir du milieu de l’année 1950, des conseillers militaires de la RPC furent détachés auprès du Việt Minh au niveau des bataillons, des régiments et des divisions. La frontière commune signifiait que « la Chine était devenue un « sanctuaire » où le Việt Minh pouvait s’entraîner et se réorganiser ». Lorsque la guerre de Corée éclata, l'Indochine devint « une pièce importante dans la stratégie de la guerre froide ». En décembre 1950, les États-Unis, préoccupés par l'influence grandissante des communistes chinois, commencèrent à fournir une aide militaire aux Français, avec un premier paiement de 15 millions de dollars.
Au printemps 1953, le Việt Minh avait lancé des campagnes au Laos et il réussit à relier ses acquis territoriaux au Laos à ses bases dans le nord-ouest du Vietnam. Pendant ce temps, la fin de la guerre de Corée signifiait que la Chine pouvait désormais « accorder beaucoup plus d'attention à son voisin du sud ». De même, les États-Unis « libérés de leur lourd fardeau dans le conflit coréen [...] ont considérablement augmenté leur soutien militaire et financier » aux Français. En juin 1953, les États-Unis leur « avaient envoyés : 1 224 chars et véhicules de combat, 120 792 fusils et mitrailleuses, plus de 200 millions de cartouches de carabines et de mitrailleuses, plus de cinq millions de projectiles d'artillerie, 302 navires et 304 avions » (à la fin de la guerre, l'aide totale des États-Unis s’élèvera à près de quatre milliards de dollars).

## Prélude à l'opération

Modèle type d’une embuscade Việt Minh, d’après l’ouvrage de Bernard B. Fall, « Une route sans joie », 1961

### Les embuscades sur la route nationale 1A
La route nationale 1A (ancienne Route mandarine, puis Route coloniale 1) était la principale artère militaire nord-sud le long des côtes du Vietnam depuis le début des hostilités en 1949. Les communications et les convois y ont subi des attaques régulières des maquisards Việt Minh, malgré les efforts des Français pour y mettre fin, durant l'année 1952, avec l'opération Sauterelle. Ces forces paramilitaires Việt Minh opérant autour de la route nationale 1A provenaient principalement d'une région de villages fortifiés entre Hué au sud et Quang Tri au nord, disséminés le long de dunes de sable et de marais salants. Les forces françaises avaient souffert de ces embuscades dans lesquelles le Việt Minh excella tout au long de la guerre. C’est ainsi que le groupement mobile 42 en 1950 et le groupement mobile 100 en 1954 furent anéantis. Les routes au Vietnam étaient presque toutes fermées pendant la nuit et « abandonnées à l'ennemi ». Entre 1952 et 1954, 398 véhicules blindés ont été détruits, dont 84% par des mines et des dispositifs pièges. Notamment, le Việt Minh tendait une embuscade aux convois en barrant la route avec un arbre ou un tas de rochers, puis en détruisant le premier et le dernier véhicules du convoi ainsi bloqué avec des mines télécommandées. Les chausse-trappes, les mines et les monticules escarpés qui bordaient la route piégeaient naturellement le convoi cible dans une petite zone vers laquelle des mitrailleuses, des mortiers et des canons sans recul avaient été pointés. Le régiment Việt Minh 95 a appliqué cette tactique à maintes reprises, infligeant de lourdes pertes aux forces françaises le long de la route nationale 1A, qui avait été surnommée « la route sans joie ». Le régiment 95 était, avec les régiments 18 et 101, un élément de la division Việt Minh 325, commandée par le général Tran Quy Ha. La division, créée en 1951 à partir d'unités préexistantes à Thừa Thiên, juste au nord de la route nationale 1A, fut opérationnelle à compter de l'été 1952.

### Les préparatifs de l'opération et la géographie
Au début de l'été 1953, en partie du fait de la détente sur le front coréen, le commandement français disposait de « réserves suffisantes » pour commencer à chasser le Việt Minh de la route nationale 1A,. Ils rassemblèrent 30 bataillons, deux régiments blindés et deux régiments d'artillerie pour l'une des plus grandes opérations du conflit. Elle fut baptisée « Opération Camargue », du nom des marais sablonneux du delta du Rhône, à l'ouest de Marseille en France. Le terrain difficile devait s’avérer un facteur crucial et donner un avantage décisif au régiment Việt Minh chargé de défendre la route.

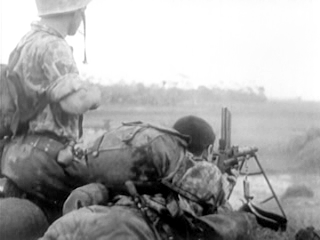
Soldats français pris dans une embuscade Việt Minh en 1952. Ces embuscades causèrent la perte d’environ 400 véhicules blindés entre 1952 et 1954.

Au-delà d'une plage de sable compact de 100 mètres de profondeur, les troupes françaises qui débarquaient durent avancer à travers des dunes. Celles-ci mesuraient jusqu'à 20 mètres de haut et étaient entrecoupées de goulets, de fossés et d'une poignée de petits villages. Au-delà, il y avait sur 800 mètres une bande érigée de pagodes et de temples, que le correspondant de guerre Bernard B. Fall décrit comme une excellente position défensive potentielle. Après ces temples se trouvait la route nationale 1A elle-même longée par une continuité de villages fortifiés, tels que Tân An, Mỹ Thủy, Van Trinh et Lai-Ha. Ce réseau de villages et de haies rendait difficile tant la surveillance terrestre qu’aérienne. De l’autre côté de la route, il y avait d’autres villages au milieu d'une zone de sables mouvants, de marécages et de tourbières, qui bloquèrent presque tous les véhicules dont disposaient les Français. Bien qu'il y ait eu des routes, la plupart avaient été minées ou endommagées. Dans toute la zone, la population civile était restée et a posé un problème supplémentaire au haut commandement français.

### L’organisation militaire française de l’opération
« […] dix régiments d'infanterie, deux bataillons aéroportés, le plus gros de trois régiments blindés, un escadron de vedettes blindées et un train blindé, quatre bataillons d'artillerie, trente-quatre avions de transport, six avions de reconnaissance, vingt-deux bombardiers, et environ douze navires, y compris trois LST - cette force n'était pas inférieure en taille à celles de certaines opérations de débarquement durant la Seconde Guerre mondiale dans le Pacifique ».
Les Français avaient scindé leurs forces en quatre groupes mobiles : de A à D. Le groupe A était formé du groupe mobile 14, comprenant les 3e groupe amphibie, 2e commando maritime, 2e bataillon du 1er Régiment de chasseurs parachutistes et 3e Bataillon de parachutistes vietnamiens. L'opération Camargue devait être l'une des dernières tentatives d’utilisation des forces blindées françaises pendant cette guerre, lesquelles devaient débarquer avec le groupe A sur la plage juste en face de la cible qu'était la route nationale 1A. Pendant ce temps, le groupe B devait s’avancer sur terre vers l'ouest de la plage orientée nord-est. Ce groupe formé d’éléments du groupement mobile du centre du Vietnam, était composé du 6e Spahis marocains, du 2e groupe amphibie, d'un bataillon de chars du 1er régiment étranger de cavalerie et de deux compagnies d'infanterie de la base militaire de Quang-Tri. Le groupe C devait avancer du sud-ouest à l'arrière de Van Trinh, à travers les marécages, et se composait du 9e Tabor marocain, du 27e bataillon d'infanterie vietnamien, du 2e bataillon du 4e régiment de tirailleurs marocains, d’un commando, d'un bataillon de chars coloniaux marocains, d'un bataillon de patrouilleurs navals blindés et d'un bataillon d’engins de débarquement. Le groupe D était composé du 3e bataillon du 3e régiment de tirailleurs algériens, du 7e groupe amphibie et d'un groupe de commandos, et devait débarquer à l'extrémité sud-est de la plage, au sud du groupe A. Ces unités formaient au total « deux forces amphibies, trois groupements terrestres et une force aéroportée », toutes commandées par le général Georges Leblanc. Cette force française, nettement plus nombreuse que le régiment Việt Minh auquel elle s’opposait, était chargée d’encercler les forces communistes dans une poche étroite, de les mettre hors de combat, de capturer autant de prisonniers et de saisir autant de caches d'armes et d'équipements que possible.

## Déroulement de l'opération

### Le débarquement français

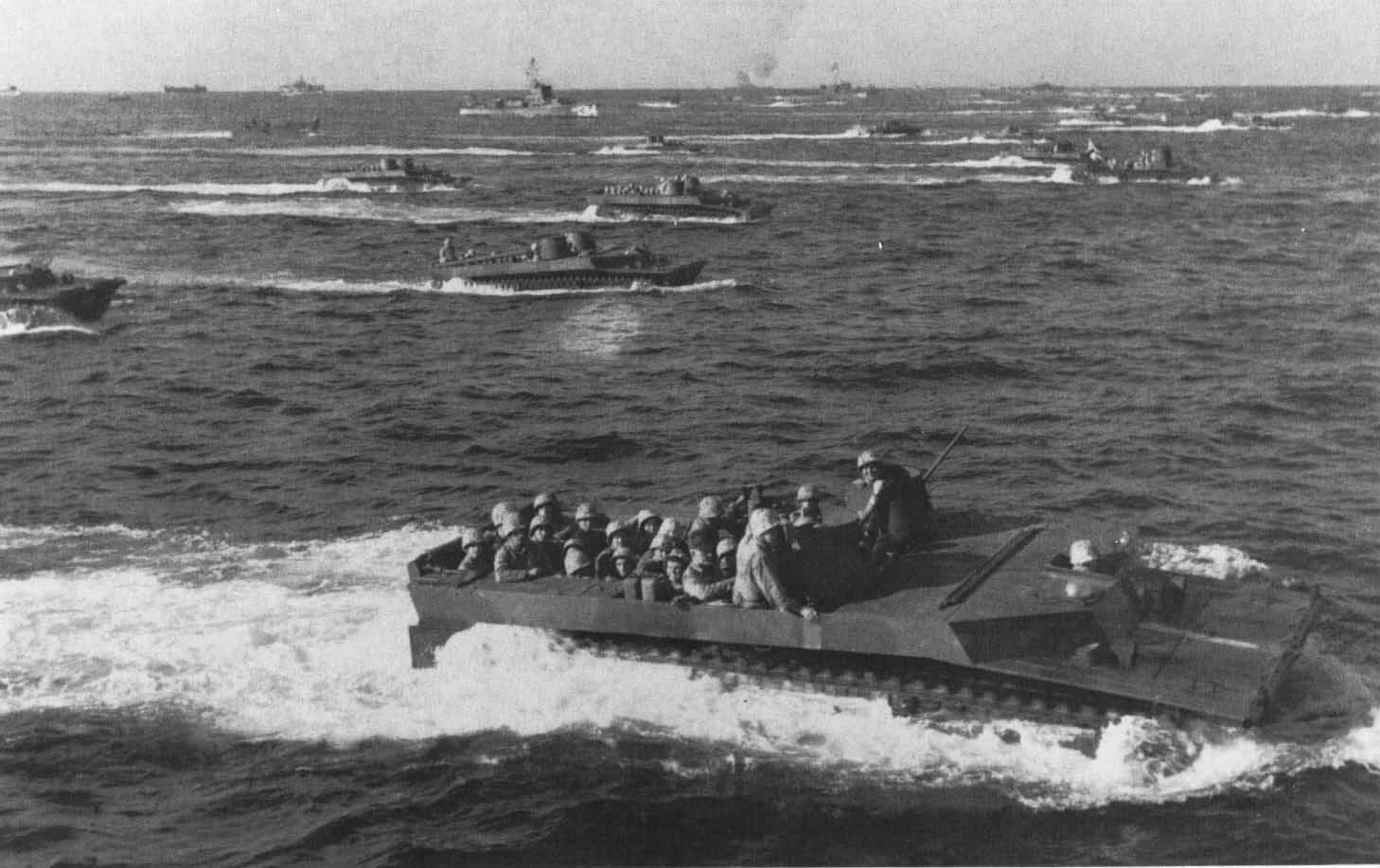
Des LVT-4s tels que ceux-ci débarquèrent les troupes françaises lors de l’opération Camargue. Sur cette photo, des LVT-4s transportent des marines américains sur les plages d’Iwo Jima..

Le 27 juillet 1953, les navires transportant les embarcations de débarquement françaises quittèrent leurs points de rassemblement. Vers 4 h 00 du matin le lendemain, elles lancèrent 160 péniches du 3e amphibie du groupe A, en face du littoral. À 6 h 00, ces véhicules avaient atteint la plage et les troupes débarquées commencèrent à occuper les crêtes des dunes de sable, surplombant ainsi l’intérieur des terres. Mais en atteignant les dunes, les véhicules du 3e Amphibie s’enlisèrent dans le sable. Au même moment, d'autres éléments d'infanterie du groupe A éprouvaient plus de difficultés en mer, mettant deux heures de plus pour atteindre la plage. Quoique sans soutien, des éléments du 3e Amphibie, qui avaient débarqué des véhicules enlisés ou qui avaient pu les dégager, réussirent à dépasser les dunes et à s’avancer entre Tân An et Mỹ Thủy. Les véhicules amphibies français étaient les modèles de transport de troupe et de matériel, datant de la Seconde Guerre mondiale, 29-C surnommé « crabe », et LVT 4 ou 4A, connu sous le nom d’« alligator ». Ces derniers étaient armés de mitrailleuses Browning (en), deux de calibre 0,30 et deux de calibre 0,50, ainsi que d’un canon sans recul M20 (en). Si les alligators étaient suffisamment blindés et bien adaptés à l'eau, ils peinaient par contre sur terre. En revanche, si le crabe rencontrait des difficultés sur l'eau et si sa grande taille en faisait une cible facile sur terre, il était plus léger et plus maniable, sauf dans les rizières où ses chenilles s’empêtraient dans la végétation.
Pendant que les éléments avancés du groupe A passaient la barrière de dunes sans opposition, deux des bataillons du groupe B franchissaient le canal Van Trịnh. À 7 h 45, lorsqu'ils établirent un contact visuel avec les crabes et les alligators du groupe A, ils avaient réussi à bloquer la route de fuite nord du régiment 95. À 8 h 30, le 6e régiment de spahis marocains avait également atteint le canal, ayant eu du mal à traverser les marécages du côté terre avec leurs chars M24 Chaffee. Aucune unité française n'avait alors été en contact important avec le Việt Minh. Une escarmouche mineure avait eu lieu à l'extrémité sud de l'avancée du groupe B, lorsqu'une compagnie algérienne avait échangé des coups de feu avec 20 à 30 combattants Việt Minh et avait enregistré les premières pertes françaises. Simultanément, le groupe C s'était avancé jusqu'au centre de la zone d'opération et avait exécuté « la manœuvre la plus compliquée de l'opération ». Cela consistait à franchir la route nationale 1A et à bloquer le flanc terrestre du théâtre d’opération, ce qui fut fait vers 8 h 30.
Enfin, le groupe D avait été chargé d'avancer vers le sud à partir de son point de débarquement pour bloquer une route d'évacuation possible, entre la mer et un lagon intérieur, en direction de Hué. Débarquant à 4 h 30, le groupe progresse rapidement à travers la plage et les dunes, sécurise la petite ville de Thé Chi Dong et atteint le nord de la lagune vers 5 h 30, bloquant ainsi cette issue sans contact avec l’adversaire. Et finalement, pour sceller toutes les issues, certains des navires de la Marine française furent placés au nord des villages de Ba-Lang et An-Hoi par où une tentative de fuite par la mer du Régiment 95 aurait pu avoir lieu.
Simultanément, l'aviation française avait harcelé, avec des chasseurs-bombardiers B26 et Bearcat, les positions du Viêt Minh et bombardé ses rassemblements.

### Le resserrement du filet
Les débarquements et l'encerclement du régiment 95 étant terminés et la tenaille jugée sûre, les forces françaises entamèrent la deuxième phase de l'opération en passant au crible la région où était encerclé le Việt Minh. Chaque groupe français se déplaça à travers les villages autour de la route pour localiser les forces Việt Minh. Le groupe B, qui était aligné le long du canal - le point de départ de la deuxième phase de l'opération - s'est mis en mouvement pour fouiller les villages du nord tandis que le groupe C faisait de même plus au sud. La méthode de fouille de chaque village consistait à l’encercler entièrement avec des troupes, puis à l'inspecter avec une unité lourdement armée, des démineurs et des chiens de guerre. Les hommes en âge de combattre étaient arrêtés et interrogés par des agents du renseignement. Ce processus prenait beaucoup de temps et, à 11 heures, le groupe B avait parcouru 7 kilomètres à travers le réseau de villages sans résultat ni résistance. Au même moment, les soldats du 6e Spahis marocains entrèrent dans le village de Dong-Qué avec leurs chars M-24 et le soutien du 1er bataillon des fusiliers marocains et du 69e régiment africain d'artillerie du colonel Piroth (qui commandera plus tard l'artillerie à la bataille de Diên Biên Phu).

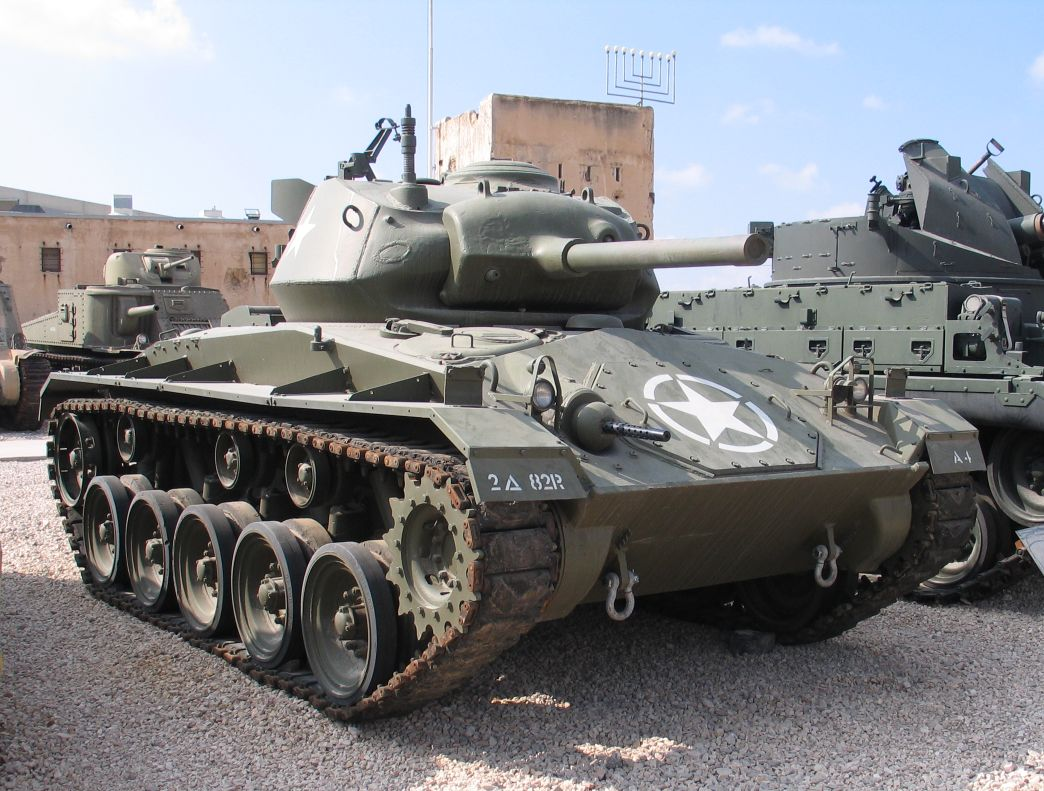
Les Français étaient équipés de tanks M24-Chaffee durant l’opération Camargue. Même s’ils atteignaient 40 km/h sur route, ils les trouvèrent particulièrement lents dans l’environnement marécageux des alentours de la route nationale 1A.

L'infanterie marocaine prit la tête, et les commandants français s’installèrent dans les tourelles de leurs chars et avancèrent derrière eux. Les forces du Việt Minh, qui étaient en embuscade, ont tiré presque en même temps que les unités marocaines de tête qui avaient remarqué leur présence. Les forces marocaines se sont dispersées dans les rizières environnantes, et les bazookas du Việt Minh ont raté les chars français. Le commandant français alerta l'artillerie de Piroth et Dong-Qué « s'est désintégré sous l'impact de leur tir en cloche », en particulier du fait qu’un obus français s’est abattu sur le dépôt de munitions Việt Minh. Alors que les chars français approchaient, le Việt Minh a placé les civils à l'entrée du village pour l’encombrer, mais pendant que le Việt Minh battait en retraite, ils furent pris pour cible à travers les civils par l'infanterie marocaine et à 13 h 00 ils avaient été tués. Au cours de cette bataille, cependant, la plupart des combattants du régiment 95 qui s’étaient trouvé ailleurs purent s'échapper vers l'extrémité sud de l'encerclement français. Le général Leblanc avait compris les intentions du commandant du régiment 95 et avait demandé que l'une des deux unités de parachutistes de réserve soit déployée à la limite entre le réseau de temples et la zone couverte de dunes devant laquelle le groupe D avait débarqué à l'origine. Cette unité de parachutistes, le 2e bataillon du 1er régiment de chasseurs parachutistes, commença à avancer vers le canal à 10 h 45, soit 15 minutes avant l'arrivée du groupe B à Dong-Qué.
Le 9e Tabor du groupe C avait aussi, comme les M-24 du groupe B, peiné à traverser les marais lors de la première phase de l'opération et tardé à arriver au canal, point de départ de la deuxième phase. À 8 h 45, des unités marocaines du Groupe C fouillaient le village de Phu An, de l'autre côté de la lagune, à l’opposé de la zone de débarquement du Groupe D, lorsqu'elles essuyèrent de violents tirs. Bien qu'étant plus proches du groupe D, les unités engagées ont appelé par radio leurs commandants directs du groupe C, qui se trouvaient maintenant assez loin, à l'intérieur des terres. Ce retard, couplé à la défaillance de nombreuses radios SCR-300 de ces unités, signifiait que ces éléments avancés du Groupe C ne pourraient progresser comme prévu avant 9 h 10. À 9 h 40, le commandant du groupe C appela à la rescousse divers renforts de Hué, dont deux compagnies de sous-officiers stagiaires vietnamiens et cinq compagnies d'infanterie, deux desquelles arrivèrent par des péniches de débarquement et n'atteignirent pas les éléments assiégés du groupe C avant 18 h 00, soit une demi-heure après que les Marocains aient finalement contre-attaqué et occupé Phu-An. Il avait également été demandé à 14 h 00 au 2e bataillon du 1er régiment de chasseurs parachutistes, de se larguer en soutien aux éléments avancés du groupe C, mais il ne sauta pas avant 16 h 50 et ne put se rassembler avant que les marocains eux-mêmes n'occupent Phu-An. Avec la capture de Phu-An, la pointe extrême sud de l'encerclement, le mouvement en tenaille était achevé.

### La fuite du régiment 95

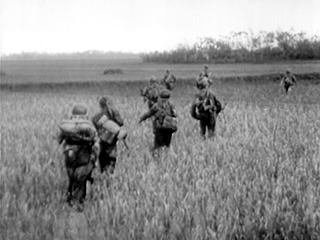
Des troupes françaises passant au peigne fin des rizières, comme celles par lesquelles le régiment 95 s’enfuit.

À 17 h 30, Phu-An capturé, toutes les réserves françaises maintenant engagées et la moitié de la poche entièrement passée au crible par les groupes A et B à l'extrémité nord de la zone d’opérations, les Français semblaient avoir pris le dessus. À cette heure-là toutefois, la manne espérée de caches d'armes et de prisonniers aurait déjà dû tomber dans leur escarcelle. Mais le contretemps pour la capture de Phu-An, et l'arrivée tardive des renforts de parachutistes qui avaient été dispersés par les vents, avaient laissé un espace vide entre Phu-An et la lisière sud du lagon. Ce vide de 12 kilomètres ne sera finalement comblé que tardivement par quatre bataillons français, laissant malgré tout des trous à travers lesquels le Việt Minh pourrait s'échapper. Des crabes et des alligators étaient stationnés sur ou même parfois dans les canaux, et l'infanterie française resta éparpillée sur le bord de la poche pendant toute la nuit du 28 au 29 afin de détecter les combattants Việt Minh qui tenteraient de s'échapper. Cependant, malgré quelques tirs occasionnels, des fusées éclairantes et des projecteurs, aucun Việt Minh ne fut détecté.
Dans la matinée du 29 juillet 1953, les forces françaises ont continué à avancer dans les 23 kilomètres carrés de poche restante, ne rencontrant ni Việt Minh ni civil. Les groupes A, B et D atteignirent le bord du canal opposé au Groupe C à 13 h 00, après avoir récupéré un petit nombre de présumés Việt Minh et « quelques armes ». Mais à ce même moment, un avion de reconnaissance Morane-Saulnier détecta un mouvement d'éléments du régiment 95 vers An-Hoi à l'extrême nord de la zone opérationnelle, à l'extérieur de la poche. Les Français effectuèrent à 15 h 00 un raid sur An-Hoi avec des groupes de commandos et des éléments du Groupe A, qui revinrent avec de présumés Việt Minh à 18 h 00. Les Français entreprirent alors une recherche méthodique, porte après porte, dans toute la zone, passant au peigne fin chaque village, les rizières environnantes et la jungle, risquant à tout moment de tomber sur les chausse-trapes du Việt Minh. Pendant ce temps, les 2e et 3e amphibies utilisaient leurs crabes et leurs alligators pour ramener les prisonniers à Trung-An pour y être interrogés. À la fin de la journée du 29 juillet, la résistance aux forces françaises ayant cessé, un retrait général des parachutistes, des groupes amphibies et de la marine commença,.

## Conséquences

### La reconstruction
Après le départ de toutes les troupes françaises, à l'exception de l’infanterie régulière, des travaux ont été entrepris pour rendre la zone propice à une occupation permanente par les forces françaises et les civils pro-Français. Cela impliquait la reconstruction des liaisons routières et ferroviaires (le chemin de fer Nord-Sud du Vietnam longeait la route nationale 1A), la réparation des infrastructures, le déminage, l'installation de nouveaux administrateurs gouvernementaux vietnamiens et la fourniture de « tout, depuis le riz jusqu’aux tablettes antipaludiques ». Plus de 24 villages ont été placés sous l'autorité du gouvernement vietnamien et le régiment 95 a été chassé de la région. Contrairement à Bernard Fall, le général sud-vietnamien Lâm Quang Thi (en) déclare dans ses mémoires que l'opération Camargue fut « l'une des opérations militaires françaises les plus réussies pendant la guerre d'Indochine » dans les environs de la route nationale 1A.

### Les pertes humaines et matérielles
« [...] bien que l'opération ne semble pas avoir atteint tous ses objectifs, 600 soldats du Viêt Minh ont été tués ou blessés, et 900 autres ont été capturés. Des stocks importants de riz paddy ont été trouvés, mais le nombre d'armes capturées n'a pas été aussi important qu’espéré ; on pense que les soldats du Viêt Minh, en se trouvant encerclés, jetaient leurs armes dans les rizières et les marécages », comme l'a déclaré un porte parole français.
Les journaux ont indiqué que l'opération avait été « un succès total, démontrant une fois de plus la nouvelle agressivité et la mobilité » des forces françaises,. Cependant, dans les jours qui ont suivi la fin des combats, des articles de presse sur l'échec des Français à capturer le grand nombre de Viêt Minh espéré, ont commencé à paraître. Le journal britannique The Times publia le nombre de 1 550 pertes pour le Viêt Minh, dont 200 morts. Cette estimation a été modifiée par les Français le lendemain à 600 morts ou blessés et 900 capturés, et il a été suggéré que l'opération « ne semble pas avoir réussi ». Par comparaison, Bernard Fall comptabilise 182 victimes et 387 prisonniers Viet Minh. Il note également que « 51 fusils, huit mitraillettes, deux mortiers et cinq BARs » ont été saisis. Parmi les prisonniers, on ne sait pas combien d’entre eux furent identifiés comme appartenant réellement au régiment 95. Aussi bien Bernard Fall que les journaux publiés dans les jours suivant la fin officielle de l'opération, le 10 août 1953, font état de 17 morts et 100 blessés français,. Giáp a écrit « il a été annoncé que nous avions subi de lourdes pertes alors que nos pertes ont été insignifiantes [...] leurs troupes ont dû se retirer avec de lourdes pertes ».

### Une analyse de l'opération
Bernard Fall note que le « défaut majeur » de l'opération Camargue était que les Français n'avaient pas vraiment la supériorité numérique requise pour encercler une force dans le terrain autour de la route nationale 1A, à savoir qu'ils étaient dans un rapport de 15 à 1 alors qu’il aurait fallu, selon lui, que ce rapport soit de 20 à 1 ou 25 à 1. Il affirme que la lenteur de l’avancée française (moins de 1,5 km/h) et les grandes distances que chaque unité devait surveiller, pour empêcher l'évasion des combattants du Viêt Minh, signifiaient que ces derniers pouvaient facilement s’échapper à travers les mailles du filet. Il déclare également que les renseignements Viêt Minh ont toujours été au courant des mouvements français, car la taille des unités françaises et la technologie complexe mise en œuvre pour l'opération, ont permis presque immédiatement de détecter leur présence et leurs intentions, tandis que les opérations plus simples du Viêt Minh étaient beaucoup plus furtives.

## La route nationale 1A et le régiment 95
Le Régiment 95 a survécu à l'opération Camargue et a repris ses embuscades en 1954, ainsi que l'assaut d'une garnison vietnamienne près de Hué. Le régiment resta dans la région, participant à la campagne du général Giáp en 1954, jusqu'à ce que le cessez-le-feu divise le Vietnam en Vietnam du Nord et Vietnam du Sud. Le régiment regagna alors le nord, au grand jour, le long de la route nationale 1A, laissant sur place de petites cellules de guérilleros. Le régiment est revenu reprendre ses embuscades contre l'armée sud-vietnamienne en 1962.